# Petrus Franciscus Guljé
Petrus Franciscus Guljé, né en avril 1749 à Valkenswaard et mort le 25 juillet 1810 à Helmond, est un homme politique néerlandais.

## Biographie
Médecin, Guljé participe au mouvement des patriotes et est bourgmestre de Helmond du 1er octobre 1786 au  1er octobre 1787. 
Il est élu député de Veghel à la première assemblée nationale batave. Unitariste, il se distingue par ses talents d'orateur et son influence a été déterminante pour l'accession du Brabant au statut plein et entier de province. Il est réélu député de Helmond à l'assemblée en août 1797 et intègre la commission constitutionnel. Il soutient le coup d'État unitariste du 22 janvier 1798 et fait partie de la commission constitutionnelle qui a rédigé la constitution de 1798, adoptée le 4 mai par référendum. Il est alors élu député de Helmond au corps représentatif batave et conserve son siège jusqu'à l'adoption de la constitution de 1801, le 17 octobre 1801. 
Le 31 décembre 1805, Guljé devient alors receveur des impôts de l'arrondissement de Helmond.